# 両角友佑
両角 友佑（もろずみ ゆうすけ、1985年1月16日 - ）は、日本のカーリング選手。2018年平昌オリンピック男子カーリング日本代表。弟は同じく平昌オリンピック男子カーリング日本代表の両角公佑。既婚。

## 経歴
長野県北佐久郡軽井沢町出身。軽井沢中学校1年の時に軽井沢町で行われた1998年長野オリンピックカーリング競技の会場内飲食店で母が働いていたこともあり、弟共々毎日のように試合を観戦し、カーリングへの興味を持つ。翌1999年には長岡はと美コーチと共にSC軽井沢クラブの前身であるカーリングクラブチーム「AXE」設立に関わった。
長野県岩村田高等学校、金沢大学教育学部スポーツ科学課程卒業。2005年にSC軽井沢クラブを結成すると、日本カーリング選手権大会5連覇をはじめ8度の制覇を経験した。
世界カーリング選手権で2016年4位・2017年7位に入り、2年間の総合成績により2018年平昌オリンピックに出場した。
10月2日、SC軽井沢クラブより新体制の発表があり、当面所属チームはなく、来季以降に向けて新チーム結成を目指すこととなった。
2018年12月、女子カーリングチーム中部電力のコーチに就任、コーチ業と並行して選手活動も継続していくこととなった。
2019年5月、新チーム「TM軽井沢」の発足を発表した。

## 人物・プレースタイル
甘いものと日本酒を好む。趣味は漫画を読むこと。
カナダ出身のスキップであるランディ・ファービーに憧れ、彼が執るような攻撃的なカーリングのスタイルを貫いている。

## チーム

### 4人制男子
| シーズン | スキップ | サード   | セカンド   | リード   | リザーブ          | 主な大会                       |
| -------- | -------- | -------- | ---------- | -------- | ----------------- | ------------------------------ |
| 2002–03  | 柏木寛昭 | 柳沢和人 | 中里陽一   | 両角友佑 | 佐藤恵太          | WJCC 2003                      |
| 2003–04  | 両角友佑 | 佐藤正徳 | 中里陽一   | 藤巻圭策 | 小林一也          | WJCC 2004                      |
| 2005–06  | 両角友佑 | 山口剛史 | 佐藤正徳   | 中里陽一 | 両角公佑          | PJCC 2006                      |
| 2006–07  | 両角友佑 | 佐藤正徳 | 中里陽一   | 山口剛史 |                   |                                |
| 2006–07  | 両角友佑 | 山口剛史 | 佐藤正徳   | 清水徹郎 | 荻原諒            | WUG 2007                       |
| 2007–08  | 両角友佑 | 山口剛史 | 清水徹郎   | 両角公佑 | 松村雄太          | PCC 2007                       |
| 2008–09  | 両角友佑 | 山口剛史 | 清水徹郎   | 両角公佑 | 佐藤恵太          | PCC 2008, WMCC 2009            |
| 2009–10  | 両角友佑 | 山口剛史 | 清水徹郎   | 両角公佑 | 佐藤勇人          | PCC 2009                       |
| 2010–11  | 両角友佑 | 山口剛史 | 清水徹郎   | 両角公佑 |                   |                                |
| 2011–12  | 両角友佑 | 山口剛史 | 清水徹郎   | 両角公佑 |                   |                                |
| 2012–13  | 両角友佑 | 山口剛史 | 清水徹郎   | 両角公佑 | 清水芳郎          | PCC 2012, WMCC 2013            |
| 2013–14  | 両角友佑 | 山口剛史 | 清水徹郎   | 両角公佑 | 阿部晋也          | PCC 2013, OQE 2013,WMCC 2014   |
| 2014–15  | 両角友佑 | 山口剛史 | 清水徹郎   | 両角公佑 | 松村雄太          | PCC 2014, WMCC 2015            |
| 2015–16  | 両角友佑 | 山口剛史 | 清水徹郎   | 両角公佑 | 平田洸介 谷田康真 | PCC 2015, WMCC 2016            |
| 2016–17  | 両角友佑 | 山口剛史 | 清水徹郎   | 両角公佑 | 平田洸介          | PACC 2016, AWG 2017, WMCC 2017 |
| 2017–18  | 両角友佑 | 山口剛史 | 清水徹郎   | 両角公佑 | 平田洸介          | PACC 2017, OG 2018             |
| 2019–20  | 両角友佑 | 岩井真幸 | 宿谷涼太郎 | 両角公佑 |                   | [ 35 ]                         |
| 2020–21  | 両角友佑 | 岩井真幸 | 宿谷涼太郎 | 両角公佑 |                   | JCC 2021                       |
| 2021-22  | 両角友佑 | 岩井真幸 | 宿谷涼太郎 | 両角公佑 |                   | PACC 2021                      |
| 2022-23  | 両角友佑 | 松村雄太 | 宿谷涼太郎 | 両角公佑 | 岩井真幸          | JCC 2023                       |
| 2023-24  | 両角友佑 | 松村雄太 | 宿谷涼太郎 | 岩井真幸 |                   | JCC 2024                       |
| 2024-25  | 両角友佑 | 松村雄太 | 宿谷涼太郎 | 岩井真幸 | 両角公佑          | JCC 2025                       |

## 主な成績

### 日本代表
- 平昌オリンピック：8位（2018年）
- 世界男子カーリング選手権：4位（2016年[29]）、5位（2014年）、6位（2015年）、7位（2017年）、10位（2009年）、11位（2013年）
- 世界ジュニアカーリング選手権：6位（2001年[37]・2003年[13]）、9位（2004年[14]）
- ユニバーシアード：5位（2007年[16]）
- パシフィックアジアカーリング選手権：優勝（2016年）、準優勝6回（2008年 - 2009年、2012年 - 2015年）、3位（2017年）、4位（2007年）
- パシフィックジュニアカーリング選手権（英語版）：準優勝（2006年）
- ウィンターゲームズ（英語版）：優勝（2013年[38][39]）
- アジア冬季競技大会：準優勝（2017年[31]）

### クラブチーム
- 日本カーリング選手権（優勝8回／2007年 - 2009年、2013年 - 2017年、準優勝4回／2006年、2010年、2012年、2020年、3位／2021年、4位／2022年）
- 日本ジュニアカーリング選手権大会（優勝3回／2003年、2005年[注釈 1]、3位2回／2001年、2004年）
- 軽井沢国際カーリング選手権大会（優勝3回／2011年 - 2012年、2017年、3位／2016年）
- アドヴィックスカップ（優勝2回／2015年・2019年[40]、準優勝／2016年、3位／2014年、4位／2017年）
- どうぎんカーリングクラシック（準優勝2回／2015年、2017年、3位／2016年）

### ワールドカーリングツアー

#### グランドスラム
ワールドカーリングツアーにおける最高峰の大会シリーズであるグランドスラムの成績。
| 略語の説明 | 略語の説明         |
| ---------- | ------------------ |
| C          | 優勝               |
| F          | 準優勝             |
| SF         | ベスト4            |
| QF         | ベスト6・ベスト8   |
| R16        | ベスト16           |
| Q          | 予選敗退           |
| T2         | ティア2（2部）出場 |
| DNP        | 大会不参加         |
| N/A        | 開催せず           |

| 大会 / シーズン      | 13-14 | 14-15 | 15-16 | 16–17 | 17–18 | 18–19 | 19–20 | 20–21 |
| -------------------- | ----- | ----- | ----- | ----- | ----- | ----- | ----- | ----- |
| ナショナル           | Q     | DNP   | DNP   | DNP   | DNP   | DNP   | DNP   | N/A   |
| チャンピオンズカップ | N/A   | N/A   | DNP   | Q     | DNP   | DNP   | N/A   |       |